# ألبانيا القوقازية
ألبانيا (اللغة اللاتينية: Albānia, اللغة الإغريقية: Ἀλβανία, Albanía, في الأرمانية القديمة: ويكاموس:Աղուանք Ałuankʿ Aguank، اللغة البارثية: أردهان (Ardhan)، لغة فهلوية: أران (Arran)؛ ويشار إليها عادة باسم ألبانيا القوقازية من أجل إزالة الغموض عن دولة ألبانيا الحديثة؛ فالاسم الأصلي للبلد غير معروف) هو اسم لمنطقة تاريخية من القوقاز الشرقية، والموجودة في الوقت الحاضر في جمهورية أذربيجان (حيث كانت تقع العاصمتان) وإلى الجنوب جزئيًا جمهورية داغستان.

## معلومات جغرافية
كانت ألبانيا/أران القوقازية تتضمن مفهومًا واسع الانتشارفي عصور ما قبل الإسلام، مقارنة بآران في فترة ما بعد الإسلام. وتغطي آران القديمة جميع بلاد ما وراء القوقاز الشرقية، والتي تشتمل على معظم أراضي جمهورية أذريبجان في العصر الحديث وجزء من أراضي جمهورية داغستان. وانخفض النطاق الجغرافي لآران في فترة ما بعد الإسلام إلى الإقليم الواقع بين نهري كورا وأراكس.
تقع ألبانيا القوقازية القديمة في الجزء الجنوبي الشرقي لجبال القوقاز الكبرى. وكانت تحدها من الغرب أيبيريا القوقازية (جورجيا في الوقت الحاضر)، ومن الشمال سارماتيون، ومن الشرق بحر قزوين، ومن الغرب مقاطعات آرتساخ ويوتيك في أرمانيا على طول بحر كورا. ومع ذلك لم تكن هذه الحدود ثابتة، ففي بعض العصور كان إقليم ألبانيا القوقازية يضم الأراضي الواقعة غرب نهر كورا.
وكانت ألبانيا أو آران في العصور الإسلامية عبارة من مثلث من الأراضي يضم أراضٍ منخفضة في الشرق وجبال في الغرب؛ حيث تشكل من تقاطع نهري كورا وأراس بما في ذلك المرتفعات والأراضي المنخفضة كاراباخ (آرتساخ)[محل شك] وميل بلين (Mil plain) وأجزاء من مغان بلين (Mughan plain), وفي عصور ما قبل الإسلام، تتطابق تقريبًا مع منطقة جمهورية أذربيجان في العصر الحديث.
مقاطعات ألبانيا هي كالتالي:
1. كامبيسيني (Cambysene)
2. جيتارو (Getaru)
3. إلني/إكسيني (Elni / Xeni)
4. بيغ (Begh)
5. شيك (Shake)
6. إكسولماز (Xolmaz)
7. كابالاك (Kapalak)
8. هامباسي (Hambasi)
9. جيلافو (Gelavu)
10. هيجري (Hejeri)
11. كالاداشت (Kaladasht)

وكانت كابالا (كابالاك) عاصمة المملكة أثناء العصور القديمة.
اجتمعت المصادر التقليدية على أن نهر كورا (سايروس) كان يمثل الحدود بين أرمينيا وألبانيا بعد فتح الأراضي على الضفة اليمنى من نهر كورا من قبل الأرمن في القرن الثاني قبل الميلاد.
وكانت منطقة ألبانيا الأصلية تقع على مساحة 23000 كيلو متر مربع تقريبًا. وبعد عام 387م اتسعت منطقة ألبانيا القوقازية، والتي يشير إليها العلماء في بعض الأحيان باسم «ألبانيا العظمى»،  اتسعت لتكون على مساحة 45000 كيلو متر مربع تقريبًا. تحولت العاصمة في القرن الخامس عشر الميلادي إلى بارتاف في يوتيكت، والتي يُقال إنها أنشئت في منتصف القرن الخامس الميلادي من قبل الملك فاتشي الثاني ملك ألبانيا، ولكن إم إل تشاومونت يذكر أنها كانت مدينة أرمينية من الأساس.
وفي أحد كتب تأريخ العصور الوسطى «أجايب أد دنيا (Ajayib-ad-Dunia)»، الذي كتبه في القرن الثالث عشر الميلادي كاتب غير معروف، يُقال إن عرض مدينة آران كان يبلغ 30 فرسخ (200 كيلو متر) و40 فرسخ (270 كيلو متر) طولاً. وكانت الضفة اليمنى بكاملها من نهر كورا حتى تلتحق بنهر أراس تابعة لآران (وكانت الضفة اليسرى لنهر كورا معروفة باسم شيرفان). وقد شهدت حدود آران تغييرات كثيرة على مر التاريخ، إذ كانت تشتمل في بعض الأحيان على إجمالي جمهورية أذربيجان في الوقت الحاضر، وفي أحيان أخرى كانت تشتمل فقط على أجزاء من القوقاز الجنوبية. وكانت آران في بعض الحالات جزءًا من أرمينيا.
وقد قدم الجغرافيون الإسلاميون في العصور الوسطى أوصافًا لآران عمومًا، ومدنها، والتي تشتمل على باردا، بيلاكان، وجانجا، على سبيل المثال.

## وصلات خارجية
- Encyclopedia Iranica. Albania, Ancient country in Caucasus, by M. Chaumont
- About the Caucasian Albania[وصلة مكسورة]
- About the Caucasian Albania (section 10)
- Wolfgang Schulze (Munich): Caucasian Albanian
- Caucasian History